# Scopula rufomixtaria
Scopula rufomixtaria là một loài bướm đêm trong họ Geometridae.